# Cementerio de La Recoleta

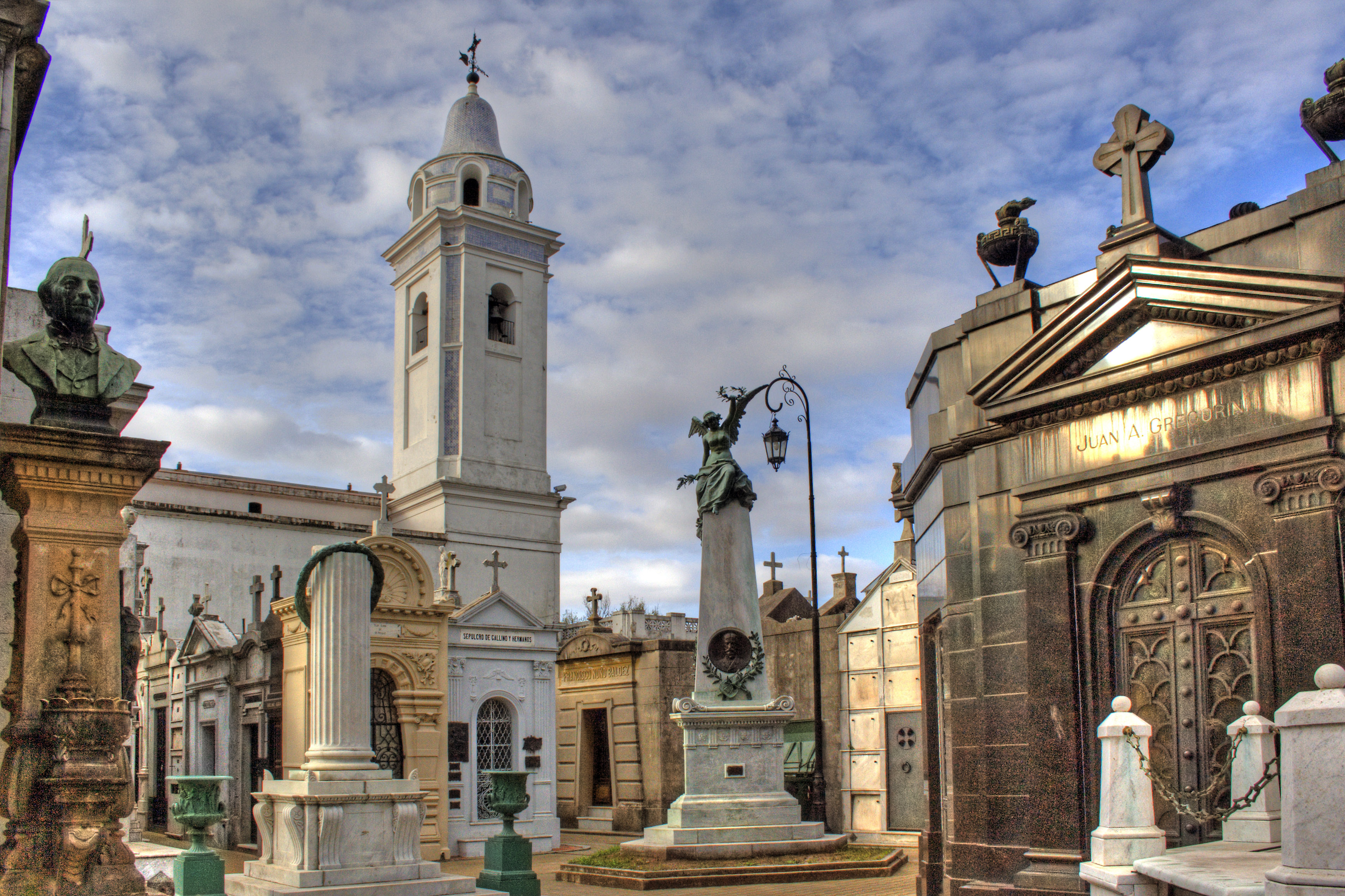
Cementerio de La Recoleta

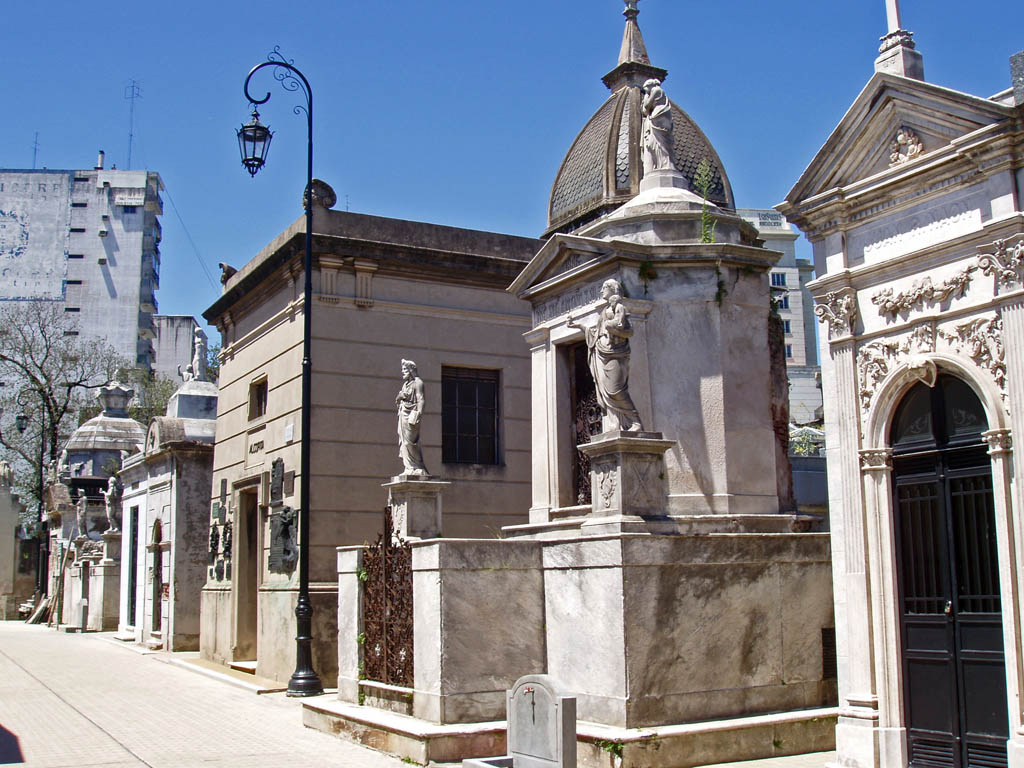
Vy från kyrkogården La Recoleta

Cementerio de La Recoleta, kyrkogården La Recoleta, belägen i stadsdelen Recoleta i Buenos Aires, utmärker sig för de fina skulpturarbeten som pryder gravar och mausoleer, och har med tiden förvandlats till en stor turistattraktion. I bjärt kontrast till kyrkogården, ligger runt La Recoleta flera exklusiva hotell, många av de mest etablerade restaurangerna och kaféerna i huvudstaden samt flera konstmuseeer och modehus.
Kyrkogården räknas som den argentinska huvudstadens första offentliga kyrkogård och öppnades för allmänheten 1822 efter att ha varit en för prästerskapet enskild kyrkogård sedan mitten på 1700-talet. Många av Argentinas stora personligheter inom politik, ekonomi och kultur ligger begravda i La Recoleta. Den mest besökta graven, ganska anspråkslös och undangömd i ett familjemausoleum, är Eva Peróns.